# Raikou, Entei et Suicune
Raikou (ライコウ, dans les versions originales en japonais), Entei (エンテイ en japonais) et Suicune (スイクン), parfois désignés ensemble comme les bêtes légendaires, chats légendaires ou chiens légendaires sont trois espèces de Pokémon. Ils constituent un trio de Pokémon légendaires. Ces trois Pokémons sont associés entre eux car, prisonniers de la tour Carillion en flamme, ils ont été sauvés par Ho-Oh et ont changé de forme.
Issus de la célèbre franchise de médias créée par Satoshi Tajiri, ils apparaissent dans une collection de jeux vidéo et de cartes, dans une série d'animation, plusieurs films, et d'autres produits dérivés. Ils apparaissent pour la première fois dans les jeux vidéo Pokémon or et argent, sortis en 1999 au Japon. Ils sont respectivement de types feu, électrique et eau et occupent les 243e, 244e et 245e place du Pokédex, une encyclopédie fictive recensant l'ensemble des Pokémon.

## Création
Propriété de Nintendo, la franchise Pokémon est apparue au Japon en 1996 avec les jeux vidéo Pocket Monsters Vert et Pocket Monsters Rouge. Son concept de base est la capture et l'entraînement de créatures appelées Pokémon, afin de leur faire affronter ceux d'autres dresseurs de Pokémon. Chaque Pokémon possède un ou deux types – tels que l'eau, le feu ou la plante – qui déterminent ses faiblesses et ses résistances au combat. En s'entraînant, ils apprennent de nouvelles attaques et peuvent évoluer en un autre Pokémon.

### Conception graphique
La conception du trio légendaire est l’œuvre de Muneo Saitō, auteur de manga et membre de l’équipe de développement des personnages du studio Game Freak ; leur apparence a ensuite été finalisée par Ken Sugimori,.
Nintendo et Game Freak n'ont pas évoqué les sources d'inspiration de ces Pokémon. Néanmoins, certains fans avancent que Raikou pourrait être basé sur le raiju, un monstre mythologique japonais. Entei, quant à lui, aurait l'apparence du nianshou, une créature du folklore chinois. Enfin, Suicune serait adapté du Kelpie ou de la panthère d'eau qui apparaît dans les légendes amérindiennes.

### Étymologie
Dans toutes les langues : Raikou vient du japonais 雷 rai (foudre) et de 皇 kou(prier/implorer).
Dans toutes les langues : Suicune vient du japonais 水 sui (eau) et de 君 kun (monarque).
Dans toutes les langues : Entei vient du japonais 炎天 enten (chaleur) ou 炎 en (flamme) et de 皇帝 kōtei (l’empereur).

## Description
Chacun de ces Pokémon porte un nuage sur son dos et incarne un vent.

### Raikou
On prétend qu'il est tombé avec la foudre. Il peut lancer des éclairs grâce aux nuages sur son dos. Il est de type électrique.

### Entei
On raconte qu'à chaque fois qu'il rugit, un volcan entre en éruption quelque part. Il est de type feu.

### Suicune
Il parcourt le vaste monde pour purifier les eaux polluées. Il accompagne le vent du nord. Il est de type eau.

## Apparitions

### Jeux vidéo
Raikou, Entei et Suicune apparaissent dans série de jeux vidéo Pokémon. D'abord en japonais, puis traduits en plusieurs autres langues, ces jeux ont été vendus à plus de 200 millions d'exemplaires à travers le monde.
Suicune est la mascotte du jeu vidéo Pokémon Cristal.

### Série télévisée et films
La série télévisée Pokémon et les films qui en sont issus narrent les aventures d'un jeune dresseur de Pokémon du nom de Sacha, qui voyage à travers le monde pour affronter d'autres dresseurs ; l'intrigue est souvent distincte de celle des jeux vidéo. Suicune apparaît dans le quatrième film Pokémon La voix de la forêt, où il est appelé « le vent du nord ». Entei apparaît dans le film 3 : Le Sort des Zarbis. Raikou apparaît dans le téléfilm de trois parties ( Pokémon Chronicle ): La Légende Du Tonnerre.

## Accueil
Parmi les quatre Game Boy Advance éditées par Nintendo à l'effigie des Pokémon, une est sortie avec Suicune sur la boîte. La console a la couleur du Pokémon de type eau, mais comporte des silhouettes de Pikachu.